# Lennart Samuelsson
Torsten Lennart Samuelsson (Borås, Suecia, 7 de julio de 1924-Borlänge, Suecia, 27 de noviembre de 2012) fue un jugador y entrenador de fútbol sueco. En su etapa como jugador profesional se desempeñaba como defensa.

## Selección nacional
Fue internacional con la selección de fútbol de Suecia en 36 ocasiones.

### Participaciones en Copas del Mundo
| Mundial                        | Sede   | Resultado    | Partidos | Goles |
| ------------------------------ | ------ | ------------ | -------- | ----- |
| Copa Mundial de Fútbol de 1950 | Brasil | Tercer lugar | 5        | 0     |

### Participaciones en Juegos Olímpicos
| Olimpiada                         | Sede      | Resultado    | Partidos | Goles |
| --------------------------------- | --------- | ------------ | -------- | ----- |
| Juegos Olímpicos de Helsinki 1952 | Finlandia | Tercer lugar | 4        | 0     |

## Clubes
| Club        | País    | Año       |
| ----------- | ------- | --------- |
| IF Elfsborg | Suecia  | 1947-1950 |
| OGC Niza    | Francia | 1950-1951 |
| IF Elfsborg | Suecia  | 1951-1956 |

### Como entrenador
| Club      | País   | Año       |
| --------- | ------ | --------- |
| IFK Luleå | Suecia | ¿-?       |
| IK Brage  | Suecia | 1962-1966 |
| Örebro SK | Suecia | 1967-1970 |
| IK Brage  | Suecia | 1971-1973 |

## Palmarés

### Campeonatos nacionales
| Título     | Club     | País    | Año  |
| ---------- | -------- | ------- | ---- |
| Division 1 | OGC Niza | Francia | 1951 |